# نيل هسندريكس
نيل هسندريكس (بالإنجليزية: Neal Hendrix)‏ هو متزلج لوحي أمريكي، ولد في 12 مايو 1973.